# Koža
Koža (lat. cutis, dermis, od grč. δέρμα), meki vanjski pokrov kralježnjaka. Ostali životinjski pokrovi poput egzoskeleta člankonožaca imaju drugačije razvojno porijeklo, strukturu i kemijski sastav. Pridjev kutani znači „kožni” (lat. cutaneus, od lat. cutis: koža). U sisavaca je koža najveći organ pokrovnog sustava sačinjen od mnogostrukih slojeva ektodermalnog tkiva te štiti podležeće mišiće, kosti, ligamente i unutarnje organe.  Koža drugačije naravi postoji u vodozemaca, gmazova i ptica. Svi sisavci imaju nešto dlaka na svojoj koži, pa i morski sisavci koji su naizgled bezdlaki. Koža dolazi u dodir s okolišem i prva je crta obrane od vanjskih faktora. Na primjer, koža igra ključnu ulogu u zaštiti tijela protiv patogena i prekomjerna gubitka tekućine. Također je najveći pokrovno-vezivni organ ljudskog tijela.
Koža pomoću osjetnih tjelašaca može osjetiti hladnoću, toplinu bol itd. Sastoji se od pousmine i usmine, a leži na potkožnom tkivu u kojem se slaže potkožno salo. Ima mogućnost samoobnove te nadopunjuje rad bubrega. 
Koža ima zaštitnu, osjetnu i regulatornu funkciju. Boja kože ovisi o stanju krvnih žilica, o boji krvi i količini pigmenta. Površina kože u odrasla čovjeka prosječne visine iznosi 1,7 m2, a težina oko 18 % ukupne težine tijela.  Pokožica je građena od tvrdih stanica koje na vanjskom sloju otpadaju, a nadomještaju ih stanice koje se množe u temeljnom sloju.
Koža prima raznovrsne podražaje, koji izazivaju najmanje četiri vrste osjeta: osjete dodira, topline i hladnoće, te boli. Receptori za te osjete su različiti nervni završeci, kojih u koži ima nekoliko milijuna, vrlo neravnomjerno raspoređenih.
U doljnjem dijelu pousmine nalaze se pigmentna zrnca. Sunčanjem se broj pigmenta povećava, koža zato postaje tamnija. Time se tijelo brani od ultraljubičastog zračenja.

## Više informacija
- popis kožnih stanja
- dlaka – uključujući folikul dlake u koži
- intertriginozan
- kiseli omotač
- kožna flora
- kožne pjege
- Meissnerovo tjelešce
- mitarenje
- Pacinijevo tjelešce
- površinska fascija
- razvoj kožne strukture
- sirova koža
- uloga kože u lokomociji
- žulj – zadebljana površina kože

## Dodatne slike
- ilustracija pokrovnog sustava